# سانيا رادوسافيليفيتش
سانيا رادوسافيليفيتش (بالسيريلية الصربية: Сања Радосављевић) مواليد 15 يناير 1994 في صربيا، هي لاعبة كرة يد صربية تلعب كجناح أيسر. حققت المركز الأول في ألعاب البحر الأبيض المتوسط 2013.

## سجل المنافسة
شاركت في البطولات التالية:
- بطولة العالم لكرة اليد للسيدات 2015
- بطولة أوروبا لكرة اليد للسيدات 2016

## الميداليات
| الميدالية | المسابقة                        |
| --------- | ------------------------------- |
| ذهبية     | ألعاب البحر الأبيض المتوسط 2013 |

## روابط خارجية
- سانيا رادوسافيليفيتش على موقع الاتحاد الأوروبي لكرة اليد (الإنجليزية)